# ジェームズ・スコット (1674-1705)

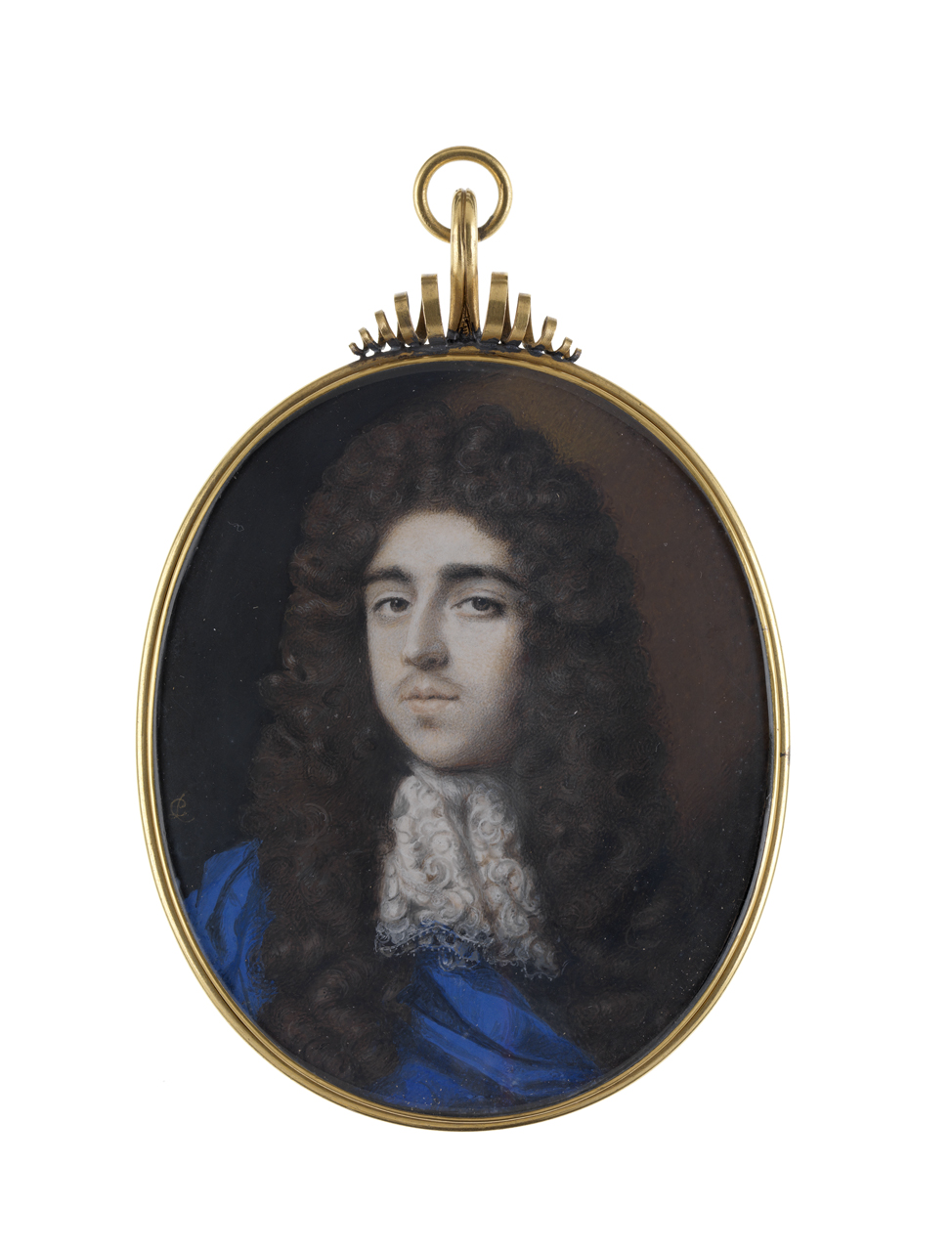
ピーター・クロス（Peter Cross）によるミニアチュア。

ダルキース伯爵サー・ジェームズ・スコット（英語: Sir James Scott, Earl of Dalkeith KT、1674年5月23日 – 1705年3月14日）は、スコットランド王国の政治家。1685年までドンキャスター伯爵の儀礼称号を、1685年以降ダルキース伯爵の儀礼称号を使用した。

## 生涯
初代モンマス公爵ジェイムズ・スコットと初代バクルー女公爵アン・スコットの息子として、1674年5月23に生まれ、26日に洗礼を受けた。
大同盟戦争では1692年のフランドル戦役に参戦した。
1694年1月2日、ヘンリエッタ・ハイド（Henrietta Hyde、1677年ごろ – 1730年5月30日、初代ロチェスター伯爵ローレンス・ハイドの娘）と結婚、4男2女をもうけた。
- フランシス（1695年 – 1751年） - 第2代バクルー公爵
- アン（1696年4月1日 – 1714年10月11日）
- シャーロット（1697年4月30日 – 1747年8月22日）
- チャールズ（1700年3月 – 4月4日）
- ジェームズ（1702年1月14日 – 1719年2月26日）
- ヘンリー（1704年11月26日 – ?） - 早世

1704年2月7日、シッスル勲章を授与された。
1705年3月14日に卒中を起こしてメイフェアのアルベマール・ストリートで死去、19日にウェストミンスター寺院に埋葬された。